# Henryk Dywan

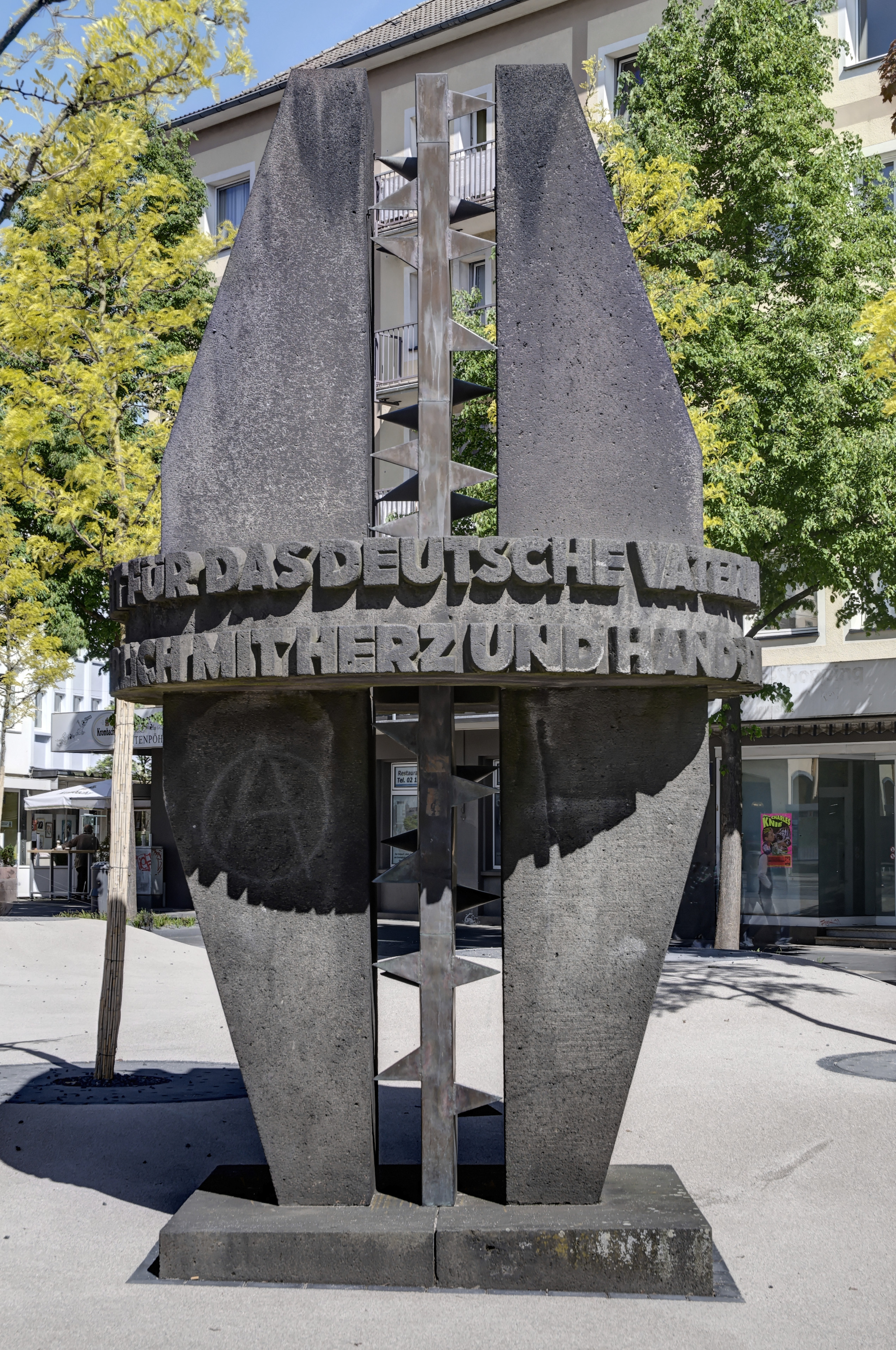
Unteilbares Deutschland,
Solingen-Mitte (Foto: 2015)

Henryk Dywan (* 1. Mai 1933 in Konitz; † 8. Februar 2022 in Solingen) war ein deutscher Bildhauer.

## Biographie
Von 1951 bis 1954 machte Henryk Dywan in der Bildhauerwerkstatt von Ludwig Nolde in Osnabrück eine Ausbildung zum Holz-, Stein- und Metallbildhauer. Anschließend studierte er bis 1960 an den Kölner Werkschulen bei Ludwig Gies. Dywan lebte und arbeitete als freier Künstler in seinem Atelier im historischen Hofgebäude des Höhscheider Hofes im Solinger Ortsteil Höhscheid. Er starb am 8. Februar 2022 im Alter von 88 Jahren.

## Ehrungen
1993 wurde Dywan mit dem Kulturpreis der Stiftung Baden ausgezeichnet.

## Werke (Auswahl)
- Altarbild in St. Birgitta (Lübeck), 1962
- Erzengel Michael. Schöffengerichtssaal Düren. 1963.[5]
- Türgriffe am Haupteingang. Stadttheater Solingen. ca. 1963.[6]
- Unteilbares Deutschland. Entenpfuhl, Solingen. 1964.[7]
- Gestaltung des Altarraums. St. Suitbertus, Solingen. 1964.[8]
- Altarsockel in der Kirche St. Maria Rosenkranzkönigin in Wiescheid. 1968.[9]
- Ziegelrelief. Ruhr-Universität Bochum. 1973.[10]
- Brunnen. Finanzamt Ibbenbüren. 1974.[1]
- Clemens Romanus. Vor der Kirche St. Clemens, Solingen. 1976.[11]
- Betonrelief. Landgericht Bochum. 1977. (Abriss seit 2019 wegen hoher Asbestbelastung.[12])
- Brunnen Universität Paderborn. 1978.[1]
- Farbgestaltung Ruhr-Universität Bochum, Nordforum. 1979.[13]
- Brunnen Landesvertretung Schleswig-Holstein. 1980 (abgebaut)[1]
- Brunnenstele vor dem Gebäude der Bezirksregierung Köln. 1982.[1]
- St. Ivo. Eiland, Solingen. 1985.[14]
- Schleifer an der Pliestscheibe. Walder Kirchplatz, Solingen-Wald. 1987.[15]
- Tirwelspitter. Hauptstraße, Solingen. 1988.[16]
- Postumus. Kölner Ratsturm. 1991.[17]
- Konstantin der Große. Kölner Ratsturm. 1991.
- Teilen. Betonstele mit Bronzeskulptur vor der Kirche St. Martinus in Much. 2006.[18]
- Klingenschmied-Denkmal. Alter Markt, Solingen. 2011.[19]
- Bronzerelief Synagoge. Hochbunker Malteserstraße, Solingen. 2012. (gestiftet von Schülerinnen und Schülern des Gymnasiums Schwertstraße)[20]
- Türgriffe in St. Konrad von Parzham, Hilden, ca. 1963[21]

## Galerie

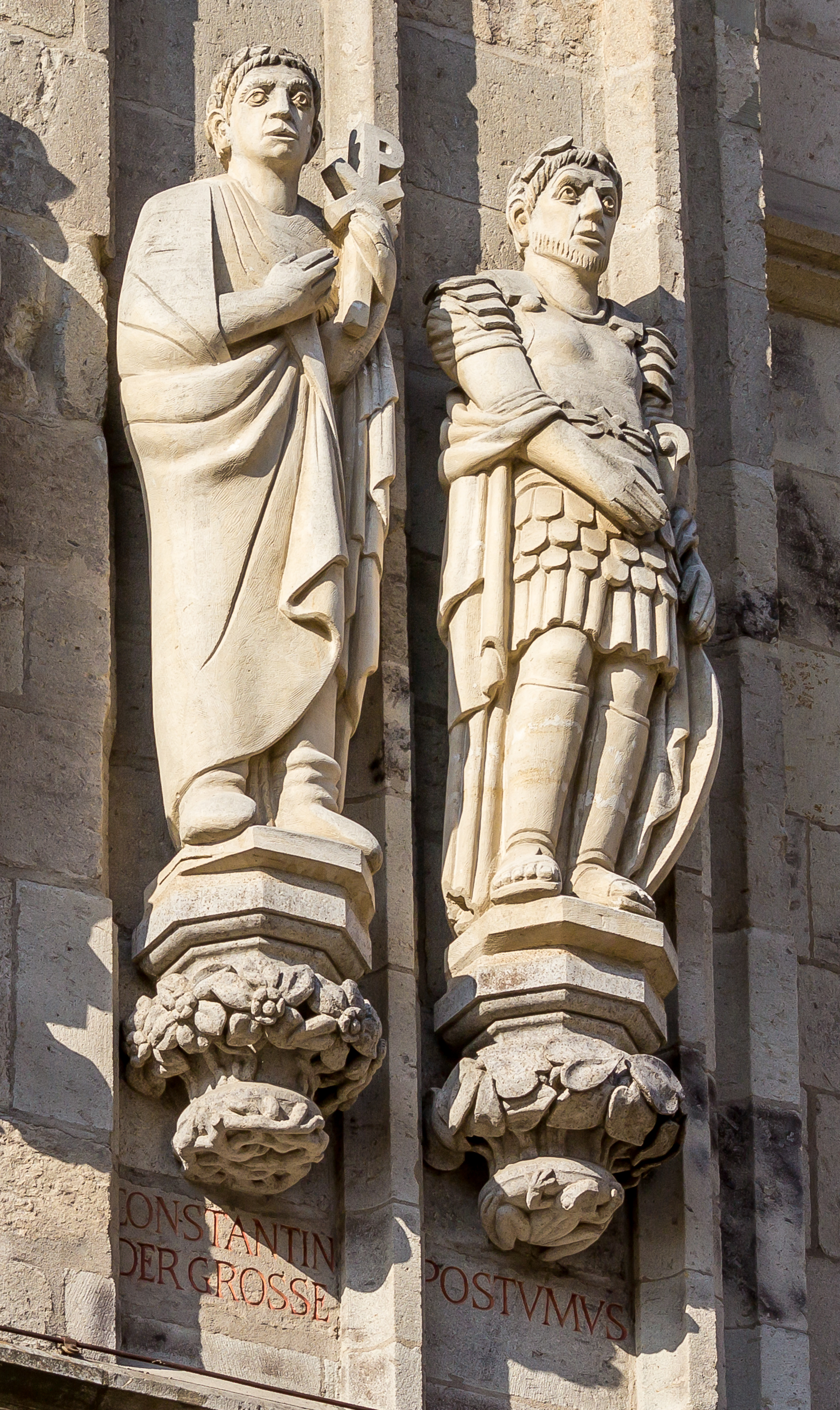
Figur des Postumus (r.) am Kölner Rathausturm
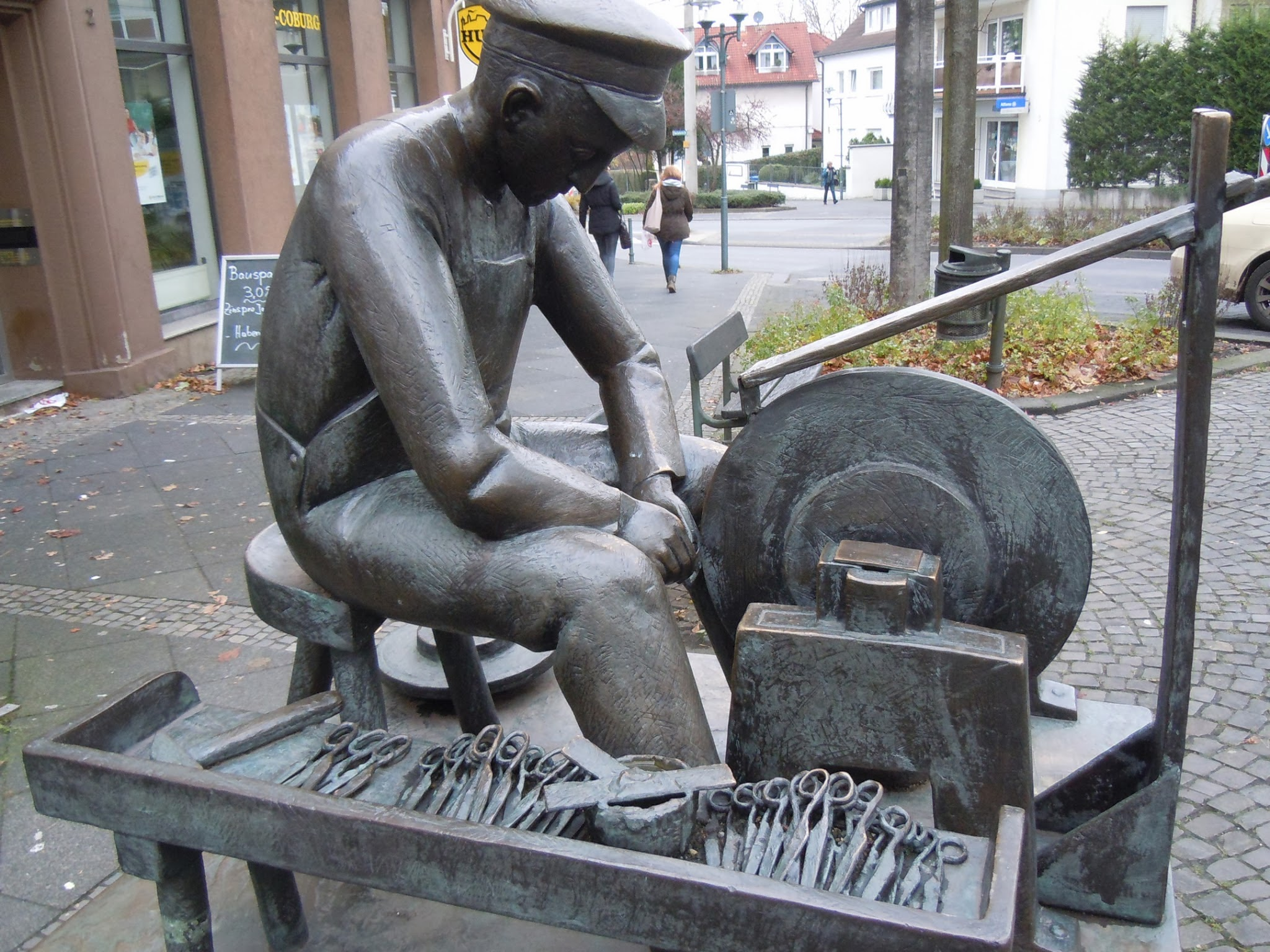
Schleifer an der Pliestscheibe in Solingen-Wald
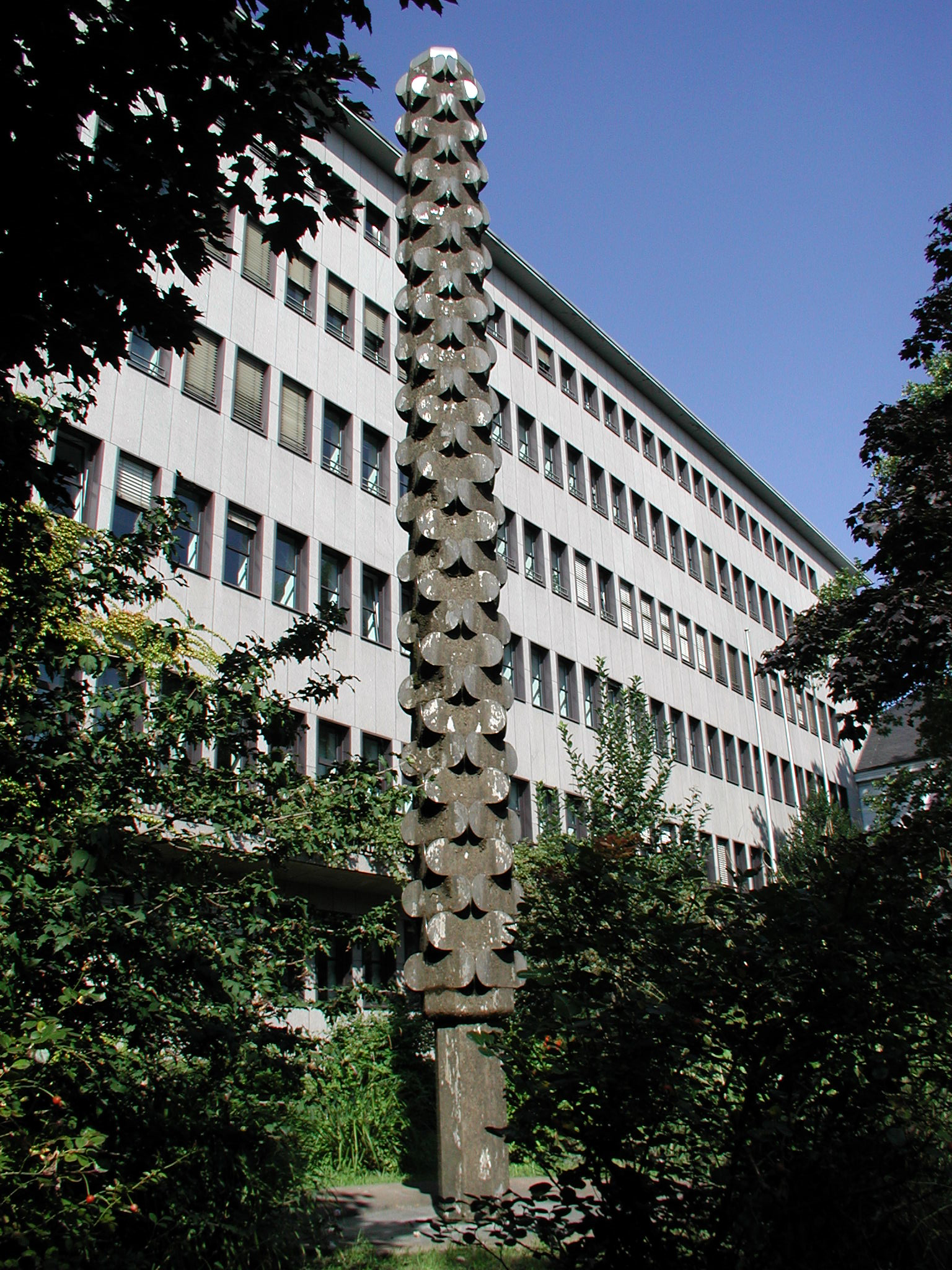
Brunnenstele vor der Bezirksregierung in Köln
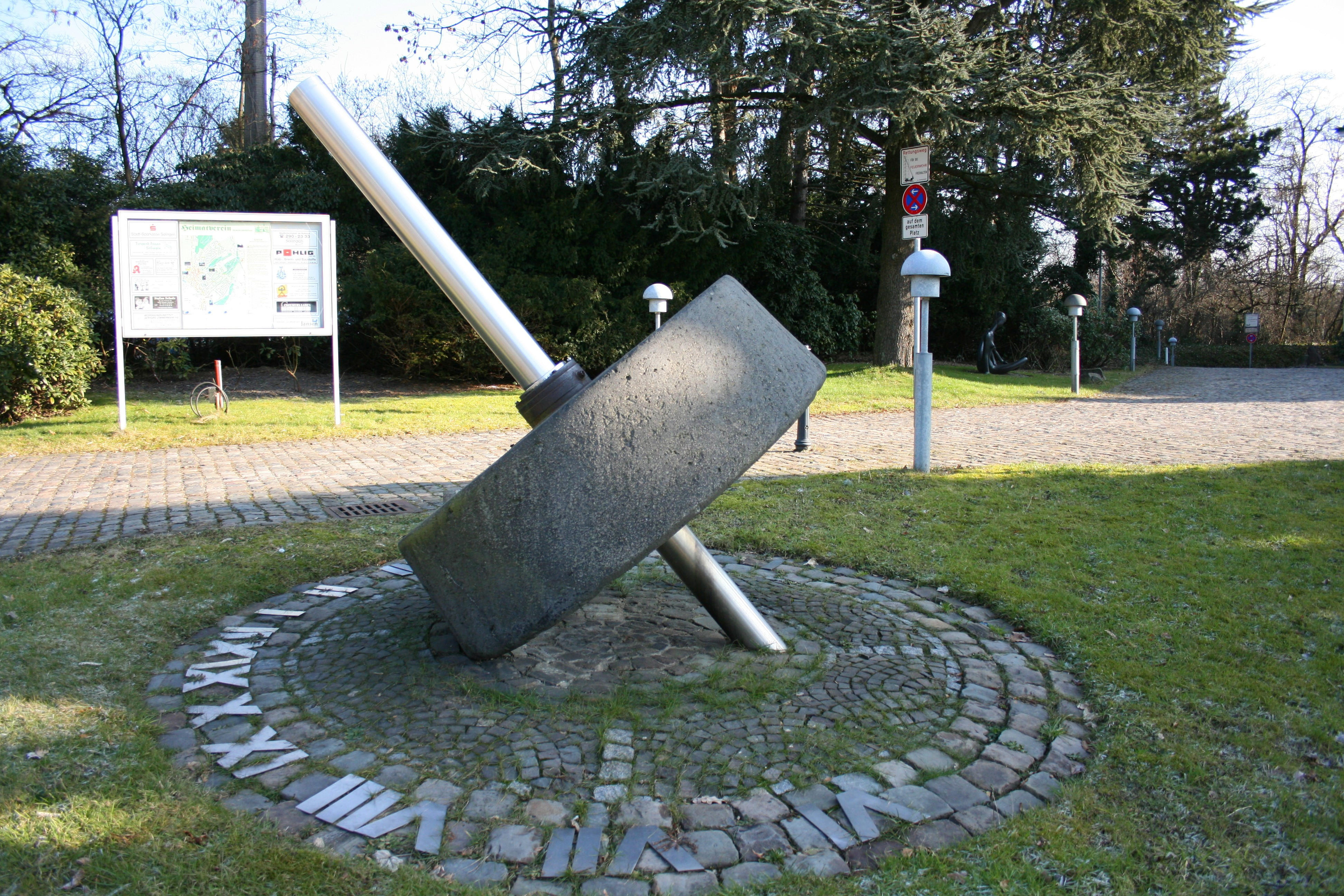
Sonnenuhr vor dem Kunstmuseum Solingen
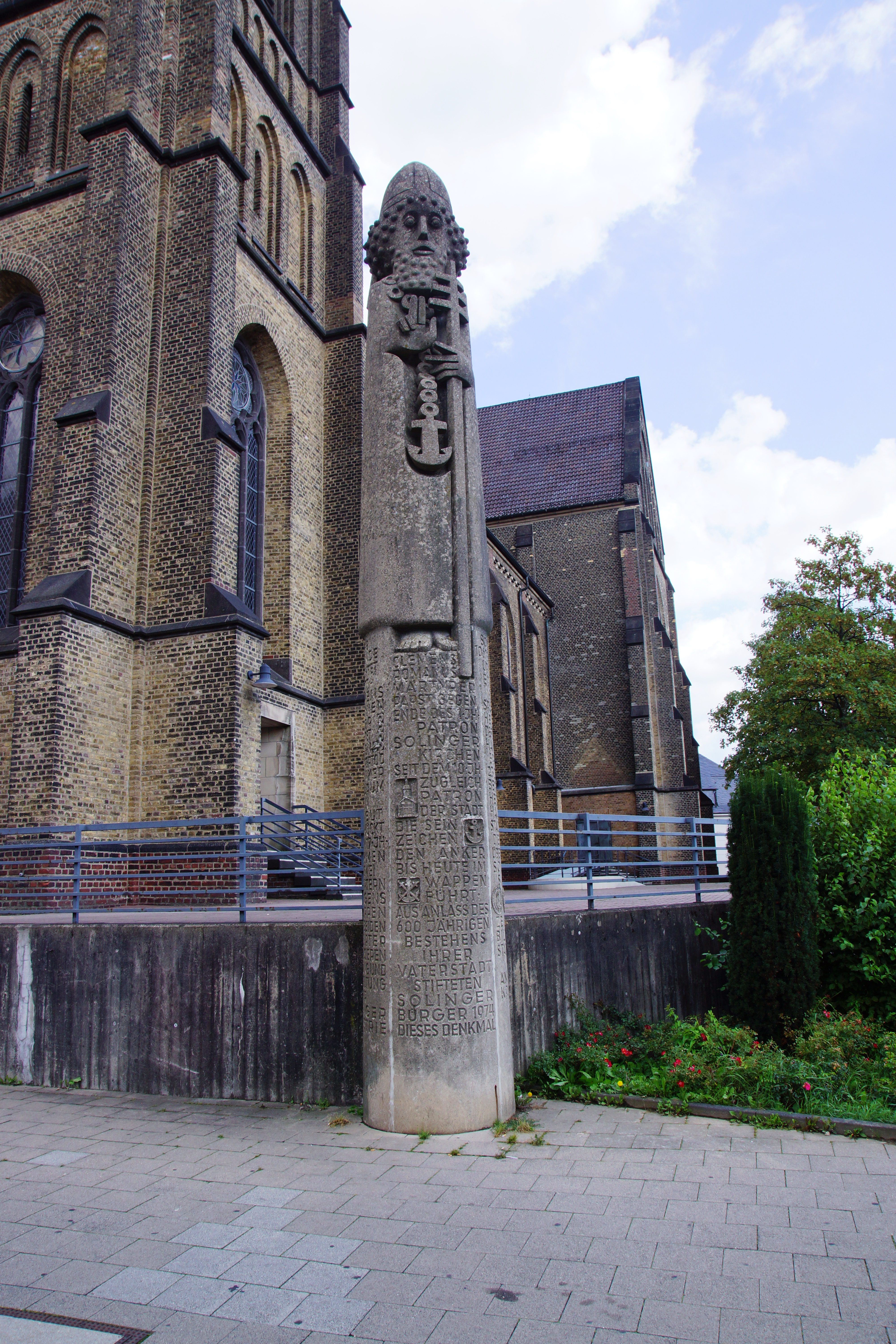
Clemens Romanus in Solingen
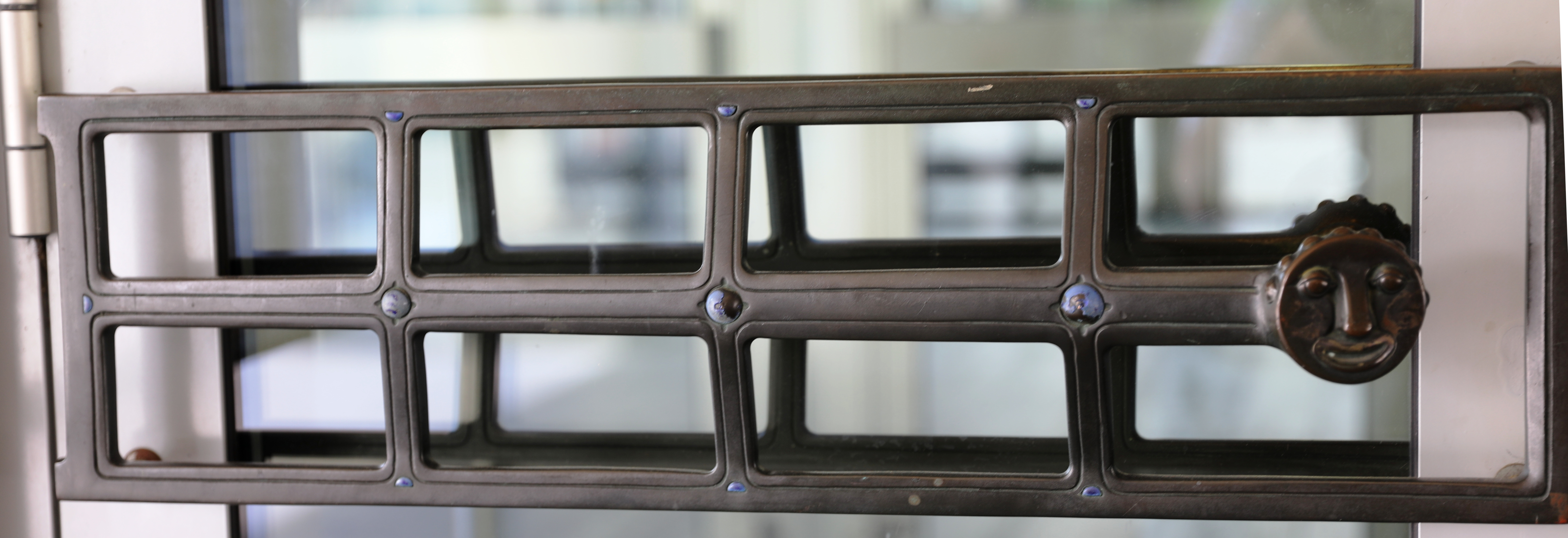
Türgriff am Stadttheater in Solingen